# Čimice
Čimice (německy Tschimitz) jsou městská čtvrť a katastrální území nacházející se na severním okraji Prahy. Čimice jsou součástí městské části Praha 8 a leží mírně stranou od hlavního pásu Severního města. Obklopuje je převážně příroda – ze západu přírodní památka Čimické údolí, ze severu Drahanské údolí, součást přírodního parku Drahaň-Troja, z východu pole, čtvrť Dolní Chabry a komerčně-průmyslová zóna Beranov a z jihu Psychiatrická nemocnice Bohnice, čtvrť Bohnice a Čimický háj.

## Název
Čimice původně znamenaly „ves lidí Čámových“ (od osobního jména Čamír = zkrácené Čám). K roku 1334 je doložen tvar Czyemitz, k roku 1400 Czimitz a od roku 1848 již úřední název Čimice.

## Historie

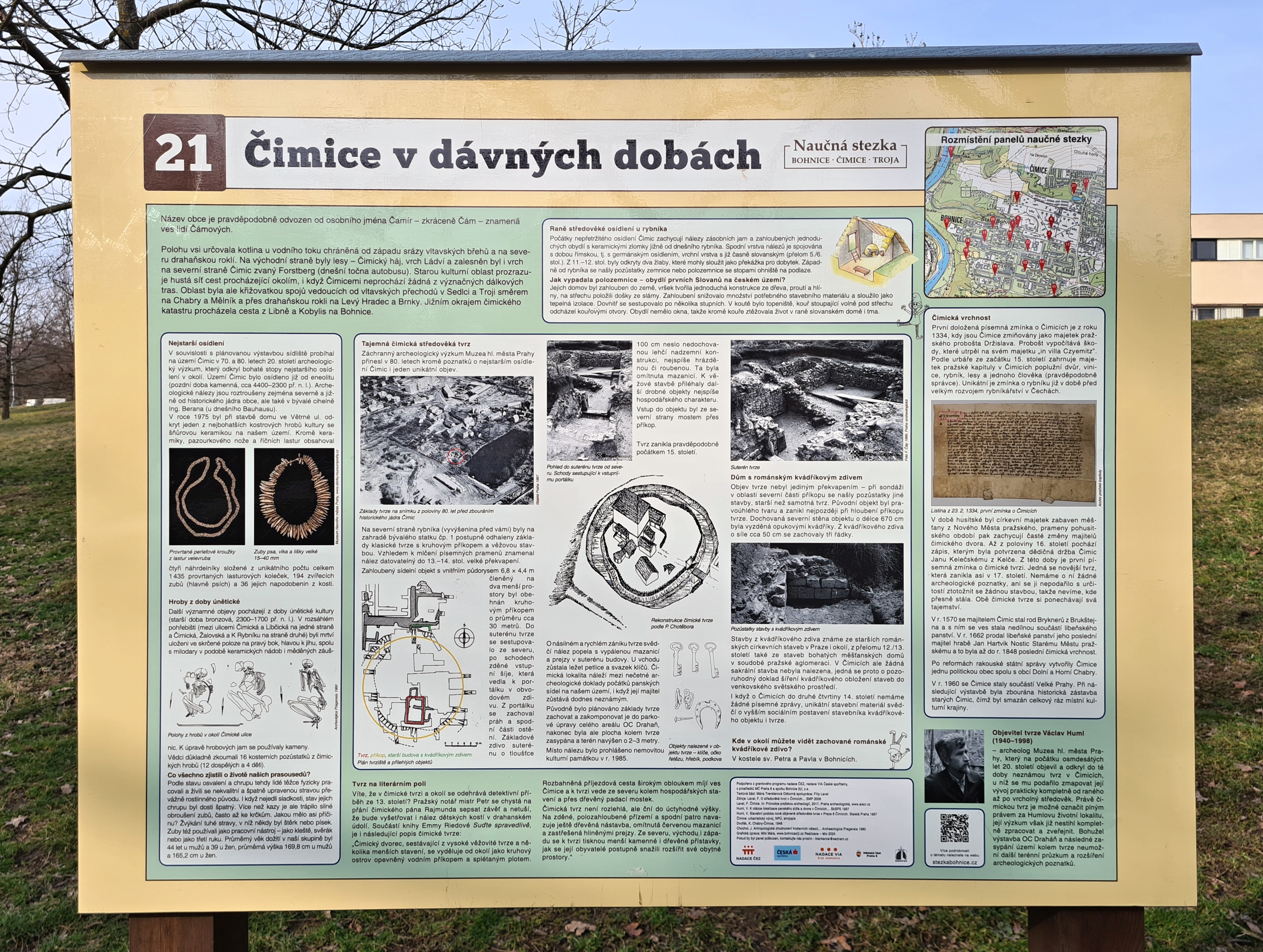
Čimice v dávných dobách (informační panel naučné stezky Bohnice – Čimice – Troja)

I když samotné počátky sídelního vývoje sahají do 6. až 8. století, tj. do doby slovanského osídlení, nejenom na území Čimic byly objeveny zlomky civilizace ze starší doby bronzové, z mladší doby římské a z doby stěhování národů. Objevená sídla patří mezi jedna z nejstarších na území dnešní ČR. Nejvýznamnější objevy přinesl archeologický výzkum provedený před výstavbou dnešního sídliště. Mezi vykopávkami byl v roce 1975 nalezen například vzácný hrob ženy z pozdní doby kamenné (eneolitu). U kostry byly nalezeny 3 nádoby, pazourkový nůž, zlomky lastury, kostěný korálek, celkem 1435 kroužkových korálů z lastur velevruba a perlorodky říční, které tvořily jeden menší a jeden mohutný, šestiřadý náhrdelník položený na hrudi, dále dva náhrdelníky z provrtaných zvířecích zubů (převážně psích) a jejich napodobenin z kosti.
První písemné záznamy pocházejí z roku 1334, kdy jsou Čimice poprvé připomínány jako ves v majetku pražského probošta. Přibližně z tohoto období také jsou pozůstatky několika sídlištních objektů, zásobní jámy a keramické nálezy na jižním břehu dnešního rybníka. Na jeho severní straně byly odhaleny pozůstatky tvrze ze stejného období. Písemná zpráva o ní se poprvé objevila roku 1551, kdy byla prodána Zikmundem Keleckým z Kelče Adamovi Labudskému ze Strašína. Samotná tvrz ani její pozůstatky se nedochovaly, zmizely při výstavbě obchodního centra Draháň, kdy došlo k zasypání a zatravnění pozemku. Původní projekt však obsahoval též úpravu archeologických vykopávek, které měly dotvořit parkovou část mezi centrem a rybníkem. Nad zbytky základů domů a polozemnic z 13. a 14. století měly být provedeny kopie původních nálezů, obnoven příkop s dřevěným můstkem a palisáda se měla nahradit výsadbou jalovců. Tvrz – cenný doklad historického vývoje Prahy – byla v roce 1985 prohlášena za nemovitou archeologickou památku.
V dobách husitských pražané Čimice zabavili, ale posléze se dostaly do soukromých rukou a vystřídaly řadu majitelů. Na konci 16. století byly Čimice natrvalo připojeny k libeňskému panství (Bryknarem z Brukšteina). Za třicetileté války utrpěly Čimice velké škody. Panské dvory i dvě poddanské chalupy zcela zpustly a v této době pravděpodobně zanikla celá čimická tvrz. Roku 1662 přešly Čimice s libeňským panstvím do majetku Starého Města.
V roce 1900 byly Čimice vsí se 157 obyvateli. Až do roku 1921 se na katastru obce na jejím jižním okraji nacházel i Čimický háj. Na základě zemského výboru však byl připojen ke katastru bohnickému.
V roce 1960 byla Praha rozčleněna do deseti územních, správních i samosprávných jednotek. V rámci souvisejících územních revizí byly Čimice společně s Ruzyní jako jedny z prvních obcí připojeny k Velké Praze. Čimice, v té době obec s 1 100 až 1 200 obyvateli, se staly součástí obvodu Praha 8. K tomuto připojení se váže jedna zajímavost – Čimice jsou v současné době jako jediná obec po roce 1922 součástí kompaktního města. Ačkoliv v době připojení se zde nacházelo původní jádro vsi s několika statky a rolnickými domky a potom rozsáhlá výstavba vilek z první republiky, pozdější zástavba dala ráz dnešnímu kompaktnímu tvaru, avšak s negativním efektem téměř úplné likvidace historického jádra. Zároveň Čimice na rozdíl od všech později připojených obcí nikdy neměly vlastní samostatný místní úřad (tehdejší místní národní výbory).

## Současnost
Současná nejstarší zástavba se nachází přibližně v centrální části. Sahá do meziválečného období, avšak některé rodinné domy také do padesátých let. Na počátku sedmdesátých let bylo rozhodnuto o stavbě sídliště, jehož součástí měla být výstavba panelových domů (plánovaný počet 1660 bytových jednotek), ale také ponechání velké části území pro výstavbu rodinných domků různých typů dle hlavního architekta Ing. B. Stuchlého. První výstavba panelových domů začala v roce 1972 v jižní části území (okolí ulice Chvatěrubská). Výstavbu prováděl ostravský Bytostav a byla dokončena v roce 1975. O tři roky později Pozemní stavby Olomouc začaly s pokračováním výstavby v severovýchodní části (okolí ulice Křivenická) v prostoru vedle řady domků z původních Čimic. Tyto panelové domy byly dokončeny v roce 1980. V osmdesátých letech pak byly vystaveny řadové rodinné domky s plochou střechou v jihovýchodní a severozápadní části sídliště. Na tehdejší dobu se jednalo o poměrně rozsáhlou výstavbu (asi 450 bytových jednotek). V sedmdesátých letech byl také postaven objekt Vojenských staveb, který navazuje na severní okraj psychiatrické léčebny a jehož území je v současné době označeno jako brownfields a bude přeměněno v čistě obytnou oblast (obytné i rodinné domy).
Centrální občanská vybavenost je soustředěna v místě křížení zeleného pásma Čimického potoka s ulicí Čimickou. Kromě obchodního centra Draháň, kde se mimo jiné nachází pošta nebo lékárna, je zde mateřská, základní i střední škola, lékařské středisko nebo kožní sanatorium. Součástí je také sportovní zázemí včetně hřiště pro pozemní hokej nebo několika tenisových kurtů.
V obci je evidováno 49 ulic, 872 adres. V obci není evidována žádná část obce. V obci je k trvalému pobytu (nebo jakémukoliv platnému pobytu cizince, azylanta) přihlášeno 7 291 obyvatel, z toho je 3 176 mužů nad 15 let, 436 chlapců do 15 let, 3 285 žen nad 15 let, 394 dívek do 15 let (stav k 25. únoru 2008).

## Přírodní poměry
Součástí na území Prahy rozsáhlého přírodního parku Drahaň – Trója (rozprostírá na katastrálních území Bohnice, Čimice, Dolní Chabry a Troja) je přírodní památka Čimické údolí. Tato přírodní památka byla vyhlášena roku 1968 a jejím hlavním předmětem ochrany je snaha o zachování teplomilných společenstev nacházejících se na skalnatých k jihu otočených svazích, které jsou tvořeny proterozoickými břidlicemi. Na východním kraji přírodní památky pramení Čimický potok napájený Čimickým rybníkem.
V severní části katastru se nachází část Drahanského údolí, kterým protéká Drahanský potok. Na něm stojí stejnojmenný mlýn, postavený roku 1676 na místě staršího dřevěného.
Čimice s Drahanským údolím spojuje větrolam.

### Čimický rybník

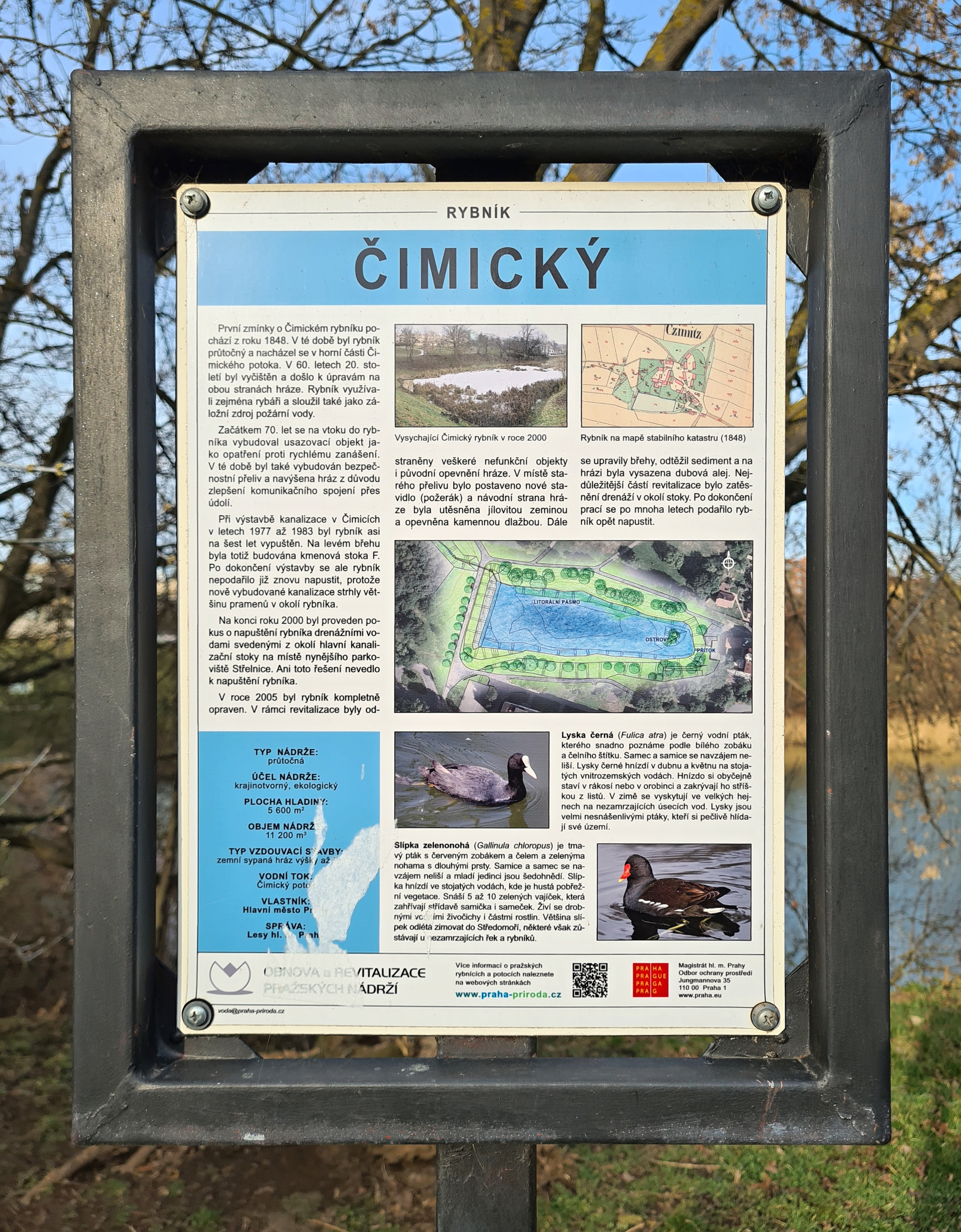
Informační tabule u Čimického rybníka (2025)

První zmínky o rybníku jsou z roku 1890. Jeho plocha činila cca 5 500 m². Čimický potok kdysi pramenil nad Čimickým rybníkem, avšak původní průtočný rybník po zahájení rozvoje urbanizace městské části v šedesátých letech 20. století, kdy s výstavbou podzemních sítí došlo ke ztržení pramenů, postupně vysychal. K prvním úpravám v této době patřilo kompletní vyčištění rybníka a příprava okolí spjaté s výstavbou plánovaného sídlištního celku. Rybník byl využíván rybáři a sloužil také jako záložní zdroj požární vody. Začátkem sedmdesátých let došlo k zatrubňování povrchového odvodnění a současně se na vtoku do rybníka postavil usazovací objekt jako opatření proti rychlému zanášení. Dnes však není přesně jasné, kde se tento objekt nacházel. V sedmdesátých letech byl také vybudován i bezpečnostní přeliv a byla navýšena hráz z důvodu komunikačního spojení přes údolí. Při výstavbě kanalizace v Čimicích došlo k dalšímu masivnímu zatrubňování a nejenom díky výstavbě stoky a dalších inženýrských sítí byl na přelomu sedmdesátých a osmdesátých let přibližně na šest let rybník zcela vypuštěn. Během těchto úprav došlo k postupnému zmenšení plochy rybníka přibližně o třetinu. Ve druhé polovině let osmdesátých je rybník v zimním období vyhledávaným, oblíbeným kluzištěm. Ovšem o desetiletí později došlo k téměř vyschnutí kvůli zásadnímu omezení zasakování dešťových vod do vod podzemních z důvodu dřívější urbanizace okolí.
Na přelomu roku 2000 byl řešen pokus o napuštění rybníka drenážními vodami svedenými z okolí hlavní kanalizační stoky, ovšem řešení bylo bráno jako dočasné a na špatném stavu rybníka se příliš nepodepsalo. V letech 2003–2005 byl zpracováván projekt celkové revitalizace. Ta byla zahájena v dubnu 2005, kdy bylo odstraněno původní opevnění hráze. V místě starého přelivu bylo postaveno nové stavidlo (požerák) a návodní strana hráze byla utěsněna jílovitou zeminou a opevněna kamennou dlažbou. Dále pak byly upraveny břehy, odtěžen sediment a provedeny vegetační úpravy. Dno rybníka je nyní upraveno tak, aby rybník plnil nejen funkci krajinotvornou a estetickou, ale také ekologickou. Mělké části s porostem rákosu byly na levém břehu ponechány, protože jsou nezbytné pro rozmnožování obojživelníků (ropuchy obecné) a hnízdění vodních ptáků (zejména slípky zelenonohé).

### Čimický potok
Tok Čimického potoka se dá rozdělit na dva úseky rozdělené rybníkem Kostoprďák. Horní část začíná nádrží Čimického rybníku, protéká Čimickým údolím, sleduje ji modrá turistická značka a je velmi dobře průchodná. Druhá část, již mimo katastrální území Čimic směřuje svažujícím se údolím k Vltavě, protéká části areálu bývalé dynamitky, kde je cesta neudržovaná a slepá, protože končí u oplocení. Při rekonstrukci Čimického rybníka se podařilo většinu původní vody vrátit a ze zcela napuštěného rybníka začala voda proudit zpět do Čimického údolí. V roce 2007 bylo tedy provedeno pročištění již zcela zaneseného a místy i zmizelého původního koryta potoka. Trvalo to skoro celý rok, než si voda prorazila cestu až ke spodnímu rybníku Kostoprďák. Na podzim se již vodní režim natolik stabilizoval, že na několika místech bylo koryto potoka rozšířeno a vzniklo tak několik malých tůněk pro vodní živočichy. Z hlediska revitalizací v Praze se jednalo o významný počin navrácení potoka tam, kde již dávno zmizel.

## Obyvatelstvo
| Rok            | 1869 | 1880 | 1890 | 1900 | 1910 | 1921 | 1930 | 1950  | 1961  | 1970  | 1980  | 1991  | 2001  | 2011  | 2021  |
| -------------- | ---- | ---- | ---- | ---- | ---- | ---- | ---- | ----- | ----- | ----- | ----- | ----- | ----- | ----- | ----- |
| Počet obyvatel | 110  | 102  | 119  | 157  | 239  | 269  | 812  | 1 335 | 1 433 | 1 364 | 3 987 | 7 029 | 6 828 | 6 723 | 6 586 |
| Počet domů     | 20   | 20   | 18   | 21   | 25   | 35   | 119  | 299   | 299   | 339   | 372   | 757   | 781   | 835   | 853   |

## Obecní správa
Při sčítání lidu v letech 1850–1899 byly Čimice osadou obce Chabry v okrese Karlín. V letech 1900–1960 byly osadou obce Dolní Chabry, se kterým patřily nejprve do okresu Karlín, ale v roce 1930 v okrese Praha-venkov, posléze v roce 1950 v okrese Praha-sever a roku 1960 v okrese Praha-východ. Od 1. července 1960 jsou částí hlavního města Praha.

## Doprava
Čimice jsou dopravně spojeny s vedlejšími čtvrtěmi Bohnicemi (ulice Čimická a Pod Čimickým hájem), Kobylisy (K Ládví) a Dolními Chabry (K Ládví, Dopraváků, Spořická a K Drahani). S obcí Brnky je místní komunikací propojena chatková oblast v Drahanském údolí.

### Veřejná hromadná doprava

#### Historie
První linka MHD přijela do Čimic 9. ledna 1950. Jednalo se o větev linky C, jejíž hlavní větev vedla z Kobylis do Bohnic. Čimická větev byla v provozu pouze ve špičkách pracovního dne. Trasa větve se téměř shodovala s trasou současné linky 152 (stav od 9. 5. 2008). Linka byla obsluhována tehdejší novinkou ve vozovém parku dopravního podniku autobusem Škoda 706 RO. Později v tom roce se v číslování čimická větev osamostatnila a vznikla tak linka Č. V souvislosti se zavedením přestupného tarifu od 31. prosince 1951 přestaly být autobusové linky označovány písmeny a byly nově označeny čísly od 101 výše. Z linky Č se tak stala linka 106. Po devíti letech 1. ledna 1961 došlo k dalšímu přečíslování, linka 106 byla zrušena a opět nahrazena větví linky 102 (původně linka C). Druhá větev této linky odbočovala do Bohnic.
Stav s bohnickou větví linky 102 vydržel až do 2. ledna 1973, kdy v souvislosti se začátkem výstavby sídlišť Bohnice a Čimice došlo opět k odvětvení linky 102 a Čimice obsluhovala zcela nová linka 152. V polovině sedmdesátých let rychle rostoucí sídliště v Bohnicích potřebovalo reorganizaci veřejné hromadné dopravy. Postupně vznikaly linky, které měly být alternativou původní linky 102. V první polovině roku 1975 tak do Bohnic zajížděla (dle dnešních pojmenování) 102 (Staré Bohnice – Ke Stíce), 144 (Poliklinika Mazurská – Staroměstská), 177 (Sídliště Bohnice – Sídliště Lehovec), 183 (Sídliště Bohnice – Ke Stírce), 200 (Sídliště Bohnice – Florenc), 201 (Sídliště Bohnice – Kbely – Nový Hloubětín) a 209 (Poliklinika Mazurská – Ke Stírce). K 5. únoru téhož roku vznikla také linka 202, která na sebe ze 152 převzala špičkové vložené spoje do Čakovic a na které jezdilo jen několik spojů denně, ráno a odpoledne v pracovní den. V průběhu roku 1980 začala do Čimic jezdit třetí autobusová linka – od vozovny Kobylisy byla prodloužena 181. Na přelomu sedmdesátých a osmdesátých let pro cesty do centra města museli obyvatelé Čimic přestupovat. Největším přestupním uzlem byla konečná 152 Ke Stírce.
Důležitá změna nastala k 4. listopadu 1984, kdy byla linka metra C na severním konci prodloužena ze Sokolovské (dnešní Florenc) do zastávky Fučíkova (dnešní Nádraží Holešovice). U nové konečné stanice metra vznikl velký, na tehdejší dobu moderní autobusový terminál obsluhující oblasti celého pásu Severního Města od Bohnic po Prosek. Z dosavadní konečné Ke Stírce přes zastávky Vychovatelna a Jankovcova (ostatní projíždí) sem byla prodloužena i linka 152. Zároveň na začátku osmdesátých let společně s dokončenou výstavbou panelových domů byla zprovozněna současná autobusová točna Sídliště Čimice. Dokončené sídliště a s ním i příliv nových obyvatel jsou spojené také s prodloužením noční linky 505 ze Sídliště Bohnice do Čimic.
V první polovině devadesátých let začaly na lince 152 jezdit kloubové autobusy. Nejprve byly o víkendech nasazovány Ikarusy a po rozšíření vozového parku dopravního podniku o kloubové Karosy v celotýdenním provozu. Srpen 2002 přinesl do Prahy povodně a v důsledku zatopení metra a uzavření severní části linky C byly prodlouženy autobusové linky ze Severního Města, a to až do listopadu, kdy byl obnoven provoz na celé lince C a autobusy byly vráceny do svého původního terminálu Nádraží Holešovice, kam v době výluky metra vůbec nezajížděly. Na začátku tisíciletí se začala prodlužovat trasa metra C na severním konci o zastávky Kobylisy a Ládví a nově otevřený úsek metra z 26. června 2004 si vyžádal další změny v linkovém vedení, které se bezprostředně týkaly obyvatel Čimic. Linka 152 byla vrácena téměř do své historické trasy v podobě linky Č. Po prvním zprovozněném prodloužení trasy C severním směrem také začala výstavba trasy do Letňan, což si vyžádalo několik autobusových výluk. K metru v Kobylisích též jezdí od 26. února 2006 druhá autobusová linka - 169. Navíc kvůli druhému prodloužení trasy metra C severním směrem přestala do Čimic od 9. května 2008 jezdit linka 181, která byla nahrazena linkou 183, čímž Čimice získaly třetí linku k metru.
Stav od roku 2008 vydržel více než čtyři roky. 1. září 2012 přišly velké změny, tehdejší vedení organizátora dopravy ROPID připravilo a posléze uvedlo do provozu návrh nadřazené sítě páteřních metropolitních linek, tzv. metrobusů, s krátkými intervaly, atraktivní trasou a celodenním provozem. V praxi však řada linek, které nově jezdily z jednoho okraje Prahy na druhý, nabírala velká zpoždění, často se jednotlivé spoje sjížděly a došlo k celkové degradaci veřejné hromadné dopravy. Na tuto ideu doplatili zejména v Čimicích, které se staly zcela závislé na jedné z těchto páteřních linek – 183, která i tak byla stále provozována autobusy standardní délky a jejíž kapacita nepostačovala. Kromě jejího zpožďování došlo také ke značnému omezení provozu přímé linky na metro ve večerním období a zejména o víkendu. Ke změně došlo až s novým vedením ROPIDu a jeho novou vizí na podzim 2016.

#### Současnost
Od roku 2016 při dopravních opatřeních upřednostňuje regionální organizátor přání občanů a městských částí. Linka 183 byla přesměrována, do Čimic již nezajíždí a v její trase je od metra Kobylisy do Čimic vedena nová linka 145. Na linku 152 je vrácen celotýdenní provoz a je prodloužena přes Střížkov a Prosek až na Českomoravskou. Stav se tak prakticky vrátil do období let 2008 až 2012, což přineslo mnoho pozitiv, ale i některá negativa. Důležitým pozitivem je zlepšení pravidelnosti provozu díky kratším autobusovým linkám, negativem oslabení provozu v ulici K Ládví. Vzhledem k vazbě na širší okolí ale došlo ke zlepšení pravidelnosti provozu v relaci Vysočanská – Prosek – Kobylisy a lepšímu rozložení poptávky v tomto úseku nebo k zavedení přímého spojení do bývalé průmyslové zóny Vysočan, kde se nově nachází multifunkční aréna, obchodní centrum nebo finanční úřad.
Od 15. října 2016 zde jezdí čtyři autobusové linky městské hromadné dopravy, jedna noční linka a jedna školní linka:
- 145 – od metra Kobylisy přes Vozovnu Kobylisy
- 152 – od metra Kobylisy přes Bohnice, dále v opačném směru Prosek a Vysočany (Českomoravská); kloubový autobus
- 169 – od metra Kobylisy přes Dolní Chabry
- 202 – od Bohnic dále přes Dolní Chabry, Ďáblice a Čakovice do Kbel
- 905 – z Jižního Města přes Chodov, Spořilov, Pankrác, Nové Město, Holešovice, Kobylisy a Bohnice; kloubový autobus
- 551 – školní linka Sídliště Čimice – Šimůnkova

## Pamětihodnosti
- Kaplička svatého Jana Nepomuckého – Bývalá klasicistní kaplička z druhé poloviny 18. století stávala na návrší staré návsi. Dnes po nové přestavbě je dochována jen horní část zvoničky. Ve výklenku se nachází socha svatého Jana Nepomuckého. Stojí vlevo od zásobovacího vjezdu do obchodního centra Draháň.[13]
- Čimická tvrz – pozůstatky tvrze prohlášeny roku 1985 nemovitou kulturní památkou. Archeologické stopy.

### Technické stavby
- Dynamitka v Čimickém údolí